# Chang'e 6

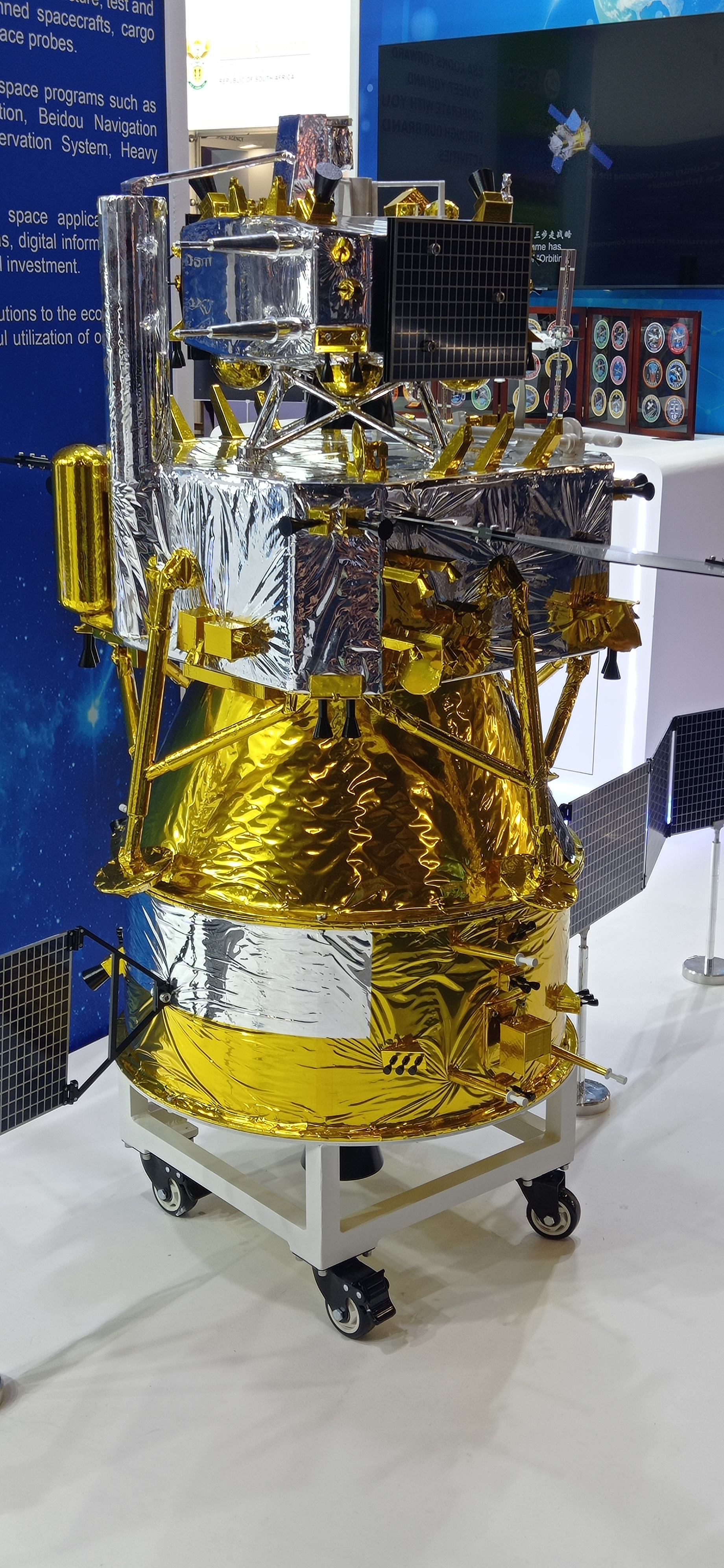
Réplica de la sonda lunar Chang'e 6 exhibida en el Congreso Internacional de Astronáutica celebrado en Milán, Italia. Octubre de 2024.

Chang'e 6 (chino: 嫦娥 六号, pinyin: Cháng'é liùhào) es una misión de exploración lunar china no tripulada con la misión de traer a la Tierra las primeras muestras de la cara oculta de la Luna.
La nave fue lanzada el 3 de mayo de 2024 con la pevisión de realizar la misión en  53 días. El martes 25 de junio aterrizó con éxito en un lugar de la división administrativa de Siziwang, en Mongolia Interior, en el norte de China tras haber alunizado el  1 de junio en la zona sur del cráter Apolo en la cara oculta de la luna.
Esta es la segunda misión de retorno de muestras de China. Al igual que sus predecesoras, la nave espacial lleva el nombre de la diosa china de la Luna Chang'e.

## Perfil de la misión

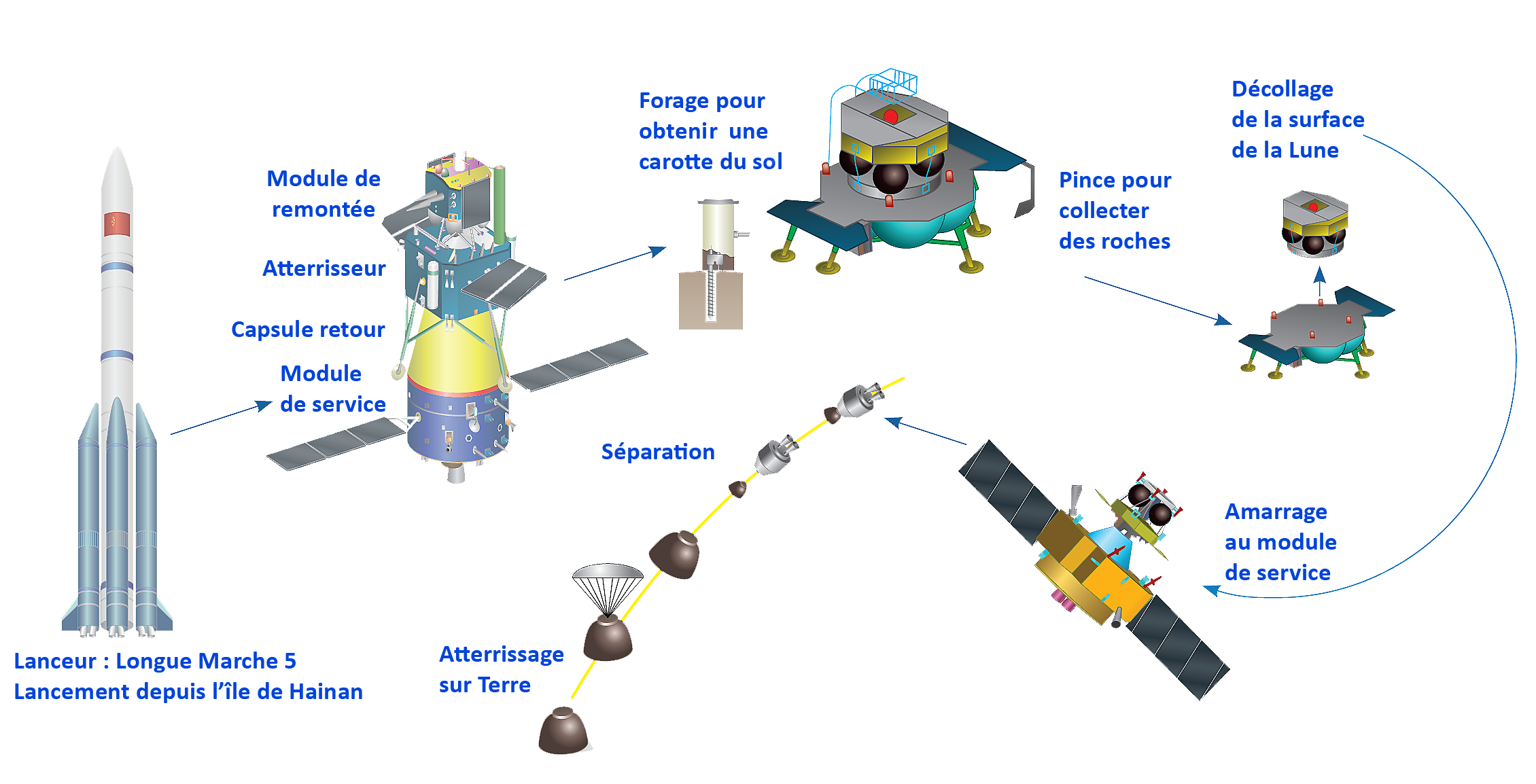
Ruta de Chang'e 6.

La sonda fue lanzada por el cohete Larga Marcha 5 en el Centro de Lanzamiento de Satélites de Wenchang en la isla meridional de Hainan  el 3 de mayo de 2024 llegando a la órbita lunar cuatro días después y permaneciendo en ella por 20 días. El 1 de junio procedió a descender y alunizar en la cuenca del Polo Sur-Aitken sobre la zona sur del cráter Apolo. 
Tras el alunizaje recogió unos 2 Kg de muestras de roca y polvo de esa parte del suelo lunar, situado en la cara oculta, utilizando un taladro y un brazo mecánico. Las muestras fueron traspasadas al  al módulo de ascenso, el cual despegó de la luna el 4 de junio y se acopló al orbitador que realizó el retorno a la tierra. Tras transferirlas al módulo de reentrada, este realizó el descenso a tierra a la que llegó, en un descenso en paracaídas, el martes 25 de junio a un lugar de la división administrativa de Siziwang Banner, en Mongolia Interior, en el norte de China.
La sonda lunar Chang'e-6 está formada por cuatro módulos, un orbitador, un módulo de aterrizaje, un módulo de ascenso y un módulo de reentrada. Para la comunicación con la Tierra, al estar la cara oculta de la Luna fuera del alcance directo de las comunicaciones con el centro de control, se precisó del satélite Queqiao-2, que fue situado en órbita lunar en marzo de ese mismo año.